# Onthophagus sutleinensis
Onthophagus sutleinensis là một loài bọ cánh cứng trong họ Bọ hung (Scarabaeidae).